# Alfacalcidol
Alfacalcidol (o 1-hidroxicolecalciferol) es un análogo de la vitamina D usado como suplemento en humanos y como aditivo en alimento para aves.
El alfacalcidol tiene un menor impacto en el metabolismo del calcio y los niveles de la hormona paratiroidal que el calcitriol, sin embargo, el alfacalcidol tiene efectos significativos en el sistema inmunológico, incluyendo en los linfocitos T reguladores. Es la forma más usual como suplemento de vitamina D, debido principalmente a una vida media más larga y menor carga renal. Es el metabolito de vitamina D más comúnmente prescrita para pacientes con deficiencias renales, ya que la alteración de la función renal altera la capacidad de realizar el segundo paso de hidroxilación requerido para la formación de la forma fisiológicamente activa de vitamina D, 1,25-dihidroxivitamina D3.
El alfacalcidol es un metabolito activo de la vitamina D3 y no requiere el segundo paso de hidroxilación en el riñón. Utilizado como un aditivo alimentario para aves de corral, previene la discondroplasia tibial y aumenta la biodisponibilidad del fitato.

## Nombres comerciales
Se incluyen como nombres comerciales: AlphaD, One-Alpha, Etalpha (LEO Pharmaceutical, Dinamarca)